# 鴨蛋

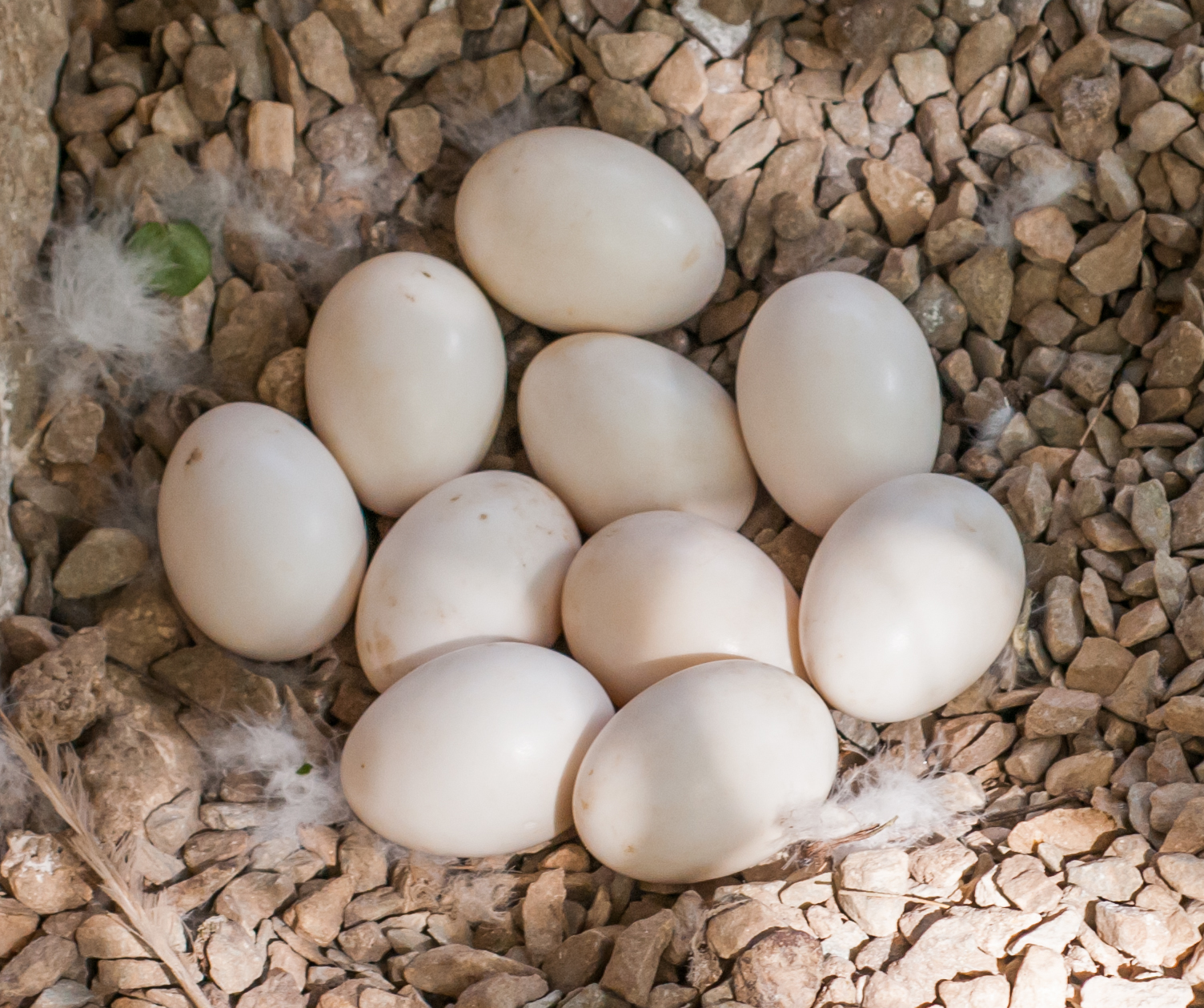
鸭蛋

鸭蛋（英語：Duck Egg）是鸭子生的卵，比鸡蛋个大，皮厚，但因为鸭子是以水生动物和植物为主要食物来源，所以鸭蛋有腥味，一般不會直接食用，而是常用作制作松花蛋（皮蛋）和咸鸭蛋。